# Stubaier Gletscher

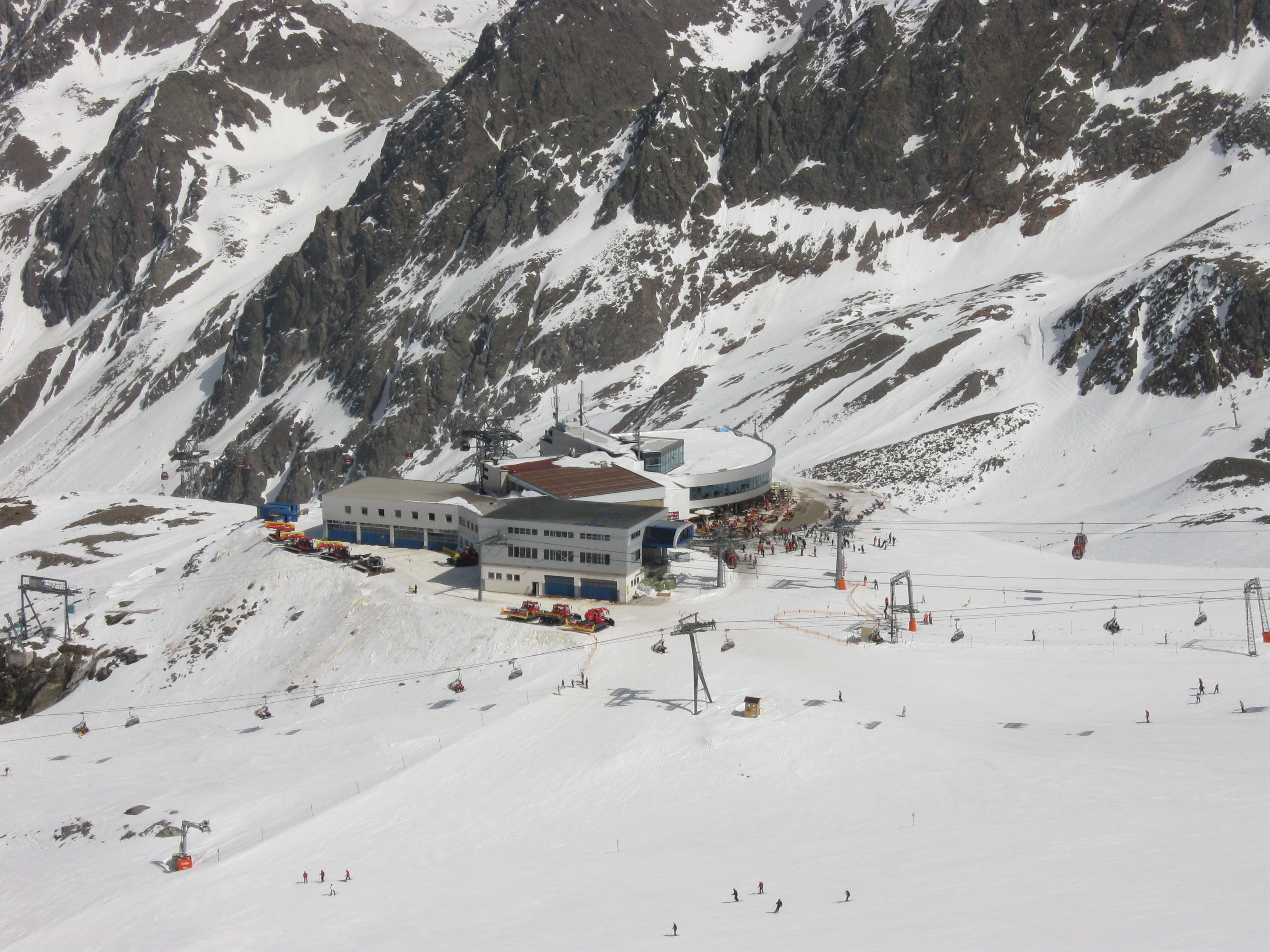
Bergstation Eisgrat op de Stubaier Gletscher

Stubaier Gletscher is een skigebied in de buurt van het in het district Innsbruck Land gelegen bij het dorp Neustift im Stubaital in de Oostenrijkse deelstaat Tirol. Het skigebied ligt in de Stubaier Alpen, ten noordoosten van de Stubaier Wildspitze (3341 meter). Het wintersportgebied is bereikbaar via het Stubaitaler Gletscherstraße.
In het gebied zijn 24 liftinstallaties voorhanden. Het is het grootste gletsjerskigebied in Oostenrijk met 110 kilometer aan afdalingen op een hoogte tussen 1750 en 3200 meter, al bevinden de meeste zich niet op de gletsjers zelf. De officiële opgave van 110 kilometer piste is echter vermoedelijk niet correct, omdat de pistenlengte in het Stubaital in het jaar 2003 zonder enige bouwmaatregelen van 36,6 km naar 88,4 kilometer is gegroeid. Liftinstallaties zijn geplaatst op de gletsjers Daunferner, Eisjochferner, Gaiskarferner, Fernauferner en Windachferner. Het gebied kon tot 2002 ook in de zomer als gletsjerskigebied worden gebruikt. Sinds 2003 bestaat er echter enkel de mogelijkheid om te skiën van oktober tot juni.
In het gebied van de Stubaier Gletscher ligt op 3150 meter hoogte het hoogste commerciële bergrestaurant van Oostenrijk, de Jochdohle.